# بريان هارفي بيارناسون
بريان هارفي بيارناسون هو سياسي كندي، ولد في 2 أبريل 1924. انتخب عضو المجلس التشريعي في ساسكاتشوان ‏.